# Hyalurga rica
Hyalurga rica är en fjärilsart som beskrevs av Jacob Hübner 1831. Hyalurga rica ingår i släktet Hyalurga och familjen björnspinnare. Inga underarter finns listade i Catalogue of Life.